# Stéphane Da Costa
Pour les articles homonymes, voir Da Costa.
Stéphane Da Costa, né le 11 juillet 1989 à Paris, est un joueur professionnel de hockey sur glace franco-polonais qui évolue au poste d'attaquant. Il est le frère de Gabriel et Teddy Da Costa également joueurs de hockey sur glace.

## Biographie
Il est né à Paris, d'un père handballeur franco-portugais et d'une mère nageuse franco-polonaise.

### Carrière en club
En 2006, il débute en Amérique du Nord avec le Tornado du Texas dans la North American Hockey League. La saison suivante, il intègre l'effectif des Musketeers de Sioux City. Il termine cinquième pointeur de l'United States Hockey League lors de sa seconde saison avec l'équipe et est désigné meilleur attaquant et meilleur joueur de son équipe. En 2009, il rejoint les Warriors du Merrimack College dans le championnat NCAA. Le 17 octobre 2009, pour son deuxième match en Hockey East, il inscrit un quintuplé lors d'une victoire 6-2 contre les Black Knights de l'Army. Brian Gionta était le dernier joueur à avoir réalisé cette performance en 2001 et Da Costa est le premier joueur à réaliser cette performance lors de sa première saison dans la ligue.
Le 31 mars 2011, il signe un contrat de deux saisons avec les Sénateurs d'Ottawa pour un montant de 900 000 dollars américains. Le numéro 24 des Sénateurs joue son premier match dans la LNH le 2 avril 2011 face aux Maple Leafs de Toronto. Il devient ainsi le troisième joueur né puis formé en France à évoluer dans la ligue après Philippe Bozon et Cristobal Huet. Le 8 octobre 2011, il marque le premier but de sa carrière dans la LNH au cours d'une défaite 6-5 des Sénateurs contre les Maple Leafs. Le 27 novembre, il est assigné aux Senators de Binghamton dans la Ligue américaine de hockey. Il inscrit son premier coup du chapeau en professionnel le 26 décembre face aux Devils d'Albany.
Le 25 juillet 2012, les Sénateurs d'Ottawa remettent Stéphane Da Costa sous contrat pour une durée d'un an. Il s'agit d'un contrat à deux volets.
En 2014, il s'engage pour un an avec le HK CSKA Moscou dans la Ligue continentale de hockey.
En 2018, il signe pour une saison avec le Genève-Servette Hockey Club dans la LNA.
Il retourne jouer pour la saison 2018-2019 en KHL avec l'Avtomobilist Iekaterinbourg. Il effectue la saison 2019-2020 avec le Lokomotiv Iaroslavl, puis la saison 2020-2021 avec le Ak Bars Kazan. Depuis 2021 il joue à nouveau avec l'Avtamobilist dans la ville d'Iekaterinburg où il est engagé jusqu'en 2025. Depuis son retour en 2018, Da Costa enchaine les bonnes saisons et est l'un des meilleurs joueurs de la ligue.

### Carrière internationale
Éligible pour jouer avec la Pologne, il choisit de représenter la France au niveau international.
En avril 2009, il est sélectionné par Dave Henderson et Pierre Pousse pour le mondial 2009 afin de pallier le forfait sur blessure de Julien Desrosiers. Le 24 avril 2009, il est sélectionné pour le match contre la Suisse. Les Bleus s'inclinent 1-0 et Da Costa ne monte pas sur la glace. Le 26 avril 2009, la Russie s'impose 7-2. Da Costa inscrit une assistance sur le but de Kévin Hecquefeuille, le premier but français de la compétition.
Il n'est plus sélectionné en Équipe de France depuis le début de l'invasion russe en Ukraine en février 2022 car il joue dans un club russe. En 2023, il signe un nouveau contrat avec son équipe.

## Statistiques

### En club
| Saison     | Équipe                      | Ligue      |                   | Saison régulière  | Saison régulière  | Saison régulière  | Saison régulière  | Saison régulière |   | Séries éliminatoires | Séries éliminatoires | Séries éliminatoires | Séries éliminatoires | Séries éliminatoires |
| Saison     | Équipe                      | Ligue      | PJ                | B                 | A                 | Pts               | Pun               | PJ               | B | A                    | Pts                  | Pun                  |                      |                      |
| 2006-2007  | Tornado du Texas            | NAHL       | 50                | 23                | 17                | 40                | 31                |                  |   |                      |                      |                      |                      |                      |
| 2007-2008  | Musketeers de Sioux City    | USHL       | 51                | 12                | 25                | 37                | 22                | 4                | 1 | 2                    | 3                    | 8                    |                      |                      |
| 2008-2009  | Musketeers de Sioux City    | USHL       | 48                | 31                | 36                | 67                | 23                |                  |   |                      |                      |                      |                      |                      |
| 2009-2010  | Merrimack College           | NCAA       | 34                | 16                | 29                | 45                | 41                |                  |   |                      |                      |                      |                      |                      |
| 2010-2011  | Merrimack College           | NCAA       | 33                | 14                | 31                | 45                | 42                |                  |   |                      |                      |                      |                      |                      |
| 2010-2011  | Sénateurs d'Ottawa          | LNH        | 4                 | 0                 | 0                 | 0                 | 0                 | -                | - | -                    | -                    | -                    |                      |                      |
| 2011-2012  | Sénateurs d'Ottawa          | LNH        | 22                | 3                 | 2                 | 5                 | 8                 | -                | - | -                    | -                    | -                    |                      |                      |
| 2011-2012  | Senators de Binghamton      | LAH        | 46                | 13                | 23                | 36                | 12                | -                | - | -                    | -                    | -                    |                      |                      |
| 2012-2013  | Sénateurs d'Ottawa          | LNH        | 9                 | 1                 | 1                 | 2                 | 0                 | -                | - | -                    | -                    | -                    |                      |                      |
| 2012-2013  | Senators de Binghamton      | LAH        | 57                | 13                | 25                | 38                | 26                | 3                | 0 | 1                    | 1                    | 0                    |                      |                      |
| 2013-2014  | Sénateurs d'Ottawa          | LNH        | 12                | 3                 | 1                 | 4                 | 2                 | -                | - | -                    | -                    | -                    |                      |                      |
| 2013-2014  | Senators de Binghamton      | LAH        | 56                | 18                | 40                | 58                | 32                | 4                | 2 | 2                    | 4                    | 4                    |                      |                      |
| 2014-2015  | HK CSKA Moscou              | KHL        | 46                | 30                | 32                | 62                | 12                | 11               | 4 | 4                    | 8                    | 8                    |                      |                      |
| 2015-2016  | HK CSKA Moscou              | KHL        | 24                | 7                 | 7                 | 14                | 14                | 18               | 7 | 5                    | 12                   | 6                    |                      |                      |
| 2016-2017  | HK CSKA Moscou              | KHL        | 24                | 9                 | 11                | 20                | 10                | 10               | 4 | 4                    | 8                    | 2                    |                      |                      |
| 2017-2018  | Genève-Servette HC          | LNA        | 28                | 8                 | 17                | 25                | 6                 | 5                | 2 | 2                    | 4                    | 2                    |                      |                      |
| 2018-2019  | Avtomobilist Iekaterinbourg | KHL        | 58                | 22                | 26                | 48                | 51                | 8                | 1 | 2                    | 3                    | 50                   |                      |                      |
| 2019-2020  | Lokomotiv Iaroslavl         | KHL        | 58                | 14                | 21                | 35                | 14                | 6                | 3 | 2                    | 5                    | 6                    |                      |                      |
| 2020-2021  | Ak Bars Kazan               | KHL        | 52                | 27                | 30                | 57                | 24                | 10               | 1 | 3                    | 4                    | 6                    |                      |                      |
| 2021-2022  | Avtomobilist Iekaterinbourg | KHL        | 40                | 14                | 16                | 30                | 16                | -                | - | -                    | -                    | -                    |                      |                      |
| 2022-2023  | Avtomobilist Iekaterinbourg | KHL        | 54                | 20                | 36                | 56                | 42                | 7                | 1 | 6                    | 7                    | 2                    |                      |                      |
| 2023-2024  | Avtomobilist Iekaterinbourg | KHL        | 60                | 18                | 36                | 54                | 30                | 12               | 6 | 4                    | 10                   | 2                    |                      |                      |
| 2024-2025  | Avtomobilist Iekaterinbourg | KHL        | Saison en cours ? | Saison en cours ? | Saison en cours ? | Saison en cours ? | Saison en cours ? |                  |   |                      |                      |                      |                      |                      |
| Totaux LNH | Totaux LNH                  | Totaux LNH | 47                | 7                 | 4                 | 11                | 10                | -                | - | -                    | -                    | -                    |                      |                      |

### En équipe nationale
| Année | Compétition                          |   | PJ | B | A  | Pts | Pun | +/-                                        |  | Résultat |
| 2006  | Championnat du monde moins 18 ans D1 | 5 | 3  | 6 | 9  | 2   | 0   | Quatrième place de la division 1, groupe A |  |          |
| 2008  | Championnat du monde junior          | 5 | 5  | 5 | 10 | 8   | -3  | Cinquième place de la division 1, groupe B |  |          |
| 2009  | Championnat du monde junior          | 5 | 4  | 9 | 13 | 4   | +7  | Troisième place de la division 1, groupe A |  |          |
| 2009  | Championnat du monde                 | 6 | 0  | 2 | 2  | 0   | -1  | Douzième place                             |  |          |
| 2010  | Championnat du monde                 | 5 | 1  | 2 | 3  | 14  | 0   | Quatorzième place                          |  |          |
| 2011  | Championnat du monde                 | 6 | 0  | 1 | 1  | 6   | -1  | Douzième place                             |  |          |
| 2012  | Championnat du monde                 | 7 | 1  | 5 | 6  | 4   | -1  | Neuvième place                             |  |          |
| 2014  | Championnat du monde                 | 8 | 6  | 3 | 9  | 6   | +7  | Huitième place                             |  |          |
| 2015  | Championnat du monde                 | 4 | 1  | 2 | 3  | 2   | +2  | Douzième place                             |  |          |
| 2016  | Qualifications olympiques            | 3 | 1  | 1 | 2  | 10  | +3  | Non qualifié                               |  |          |
| 2017  | Championnat du monde                 | 6 | 6  | 4 | 10 | 2   | +3  | Neuvième place                             |  |          |
| 2018  | Championnat du monde                 | 5 | 1  | 4 | 5  | 2   | +1  | Douzième place                             |  |          |

## Trophées et honneurs personnels
- Championnat du monde moins de 18 ans
  - 2006 : termine meilleur passeur de la division 1 groupe A.
- Championnat du monde junior
  - 2008 : meilleur pointeur de la division 1 groupe B.
  - 2009 : meilleur pointeur de la division 1 groupe A.
- USHL
  - 2009 : participe au Match des étoiles avec la division ouest.
- Hockey East
  - 2010 : nommé recrue de la saison.
  - 2010 : nommé dans l'équipe des recrues.
  - 2010 : nommé dans la deuxième équipe d'étoiles.
  - 2011 : nommé dans la deuxième équipe d'étoiles.
- National Collegiate Athletic Association
  - 2010 : nommé recrue Hockey Commissioners’ Association de la saison.
- KHL
  - 4 fois sélectionné pour le Match des étoiles de la Ligue continentale de hockey en 2016, 2019, 2020 et 2025.
  - 2016 : finaliste de la Coupe Gagarine.
  - 2020 : nommé attaquant du mois en décembre.
  - 2022 : nommé attaquant du mois en novembre.